# Peugeot 407
El Peugeot 407 es un automóvil del segmento D producido por el fabricante de automóviles Peugeot desde el año 2004 hasta el año 2011. Es el sustituto del Peugeot 406, que se llevaba fabricando desde 1995. Está disponible en carrocerías berlina, familiar y cupé. Algunos de sus rivales son el Citroën C5, el Ford Mondeo, el Renault Laguna, Volkswagen Passat y el Toyota Avensis. Su sucesor es el Peugeot 508.

## Carrocería
La carrocería del 407 tiene un aire más deportivo comparada con la de un Ferrari. Primero llegó el sedán en 2005, después el familiar a fines de ese año, llamada "407 SW" (Station Wagon), y por último la carrocería cupé en 2006. Figuradamente, el coche parece ascender en altura desde el capó hasta el portaequipajes debido a sus líneas horizontales. Lleva los tiradores en el color de la carrocería (salvo en el acabado SR), remates de aluminio en los paragolpes (salvo en SR) unos grandes faros delanteros y traseros y ausencia de antena sobresaliendo en el techo. La rejilla de ventilación del radiador, situada debajo de los faros, le da un aspecto más agresivo a la delantera del automóvil. Quizá el único aspecto negativo de este diseño sea la poca altura del capó, tanto a nivel del suelo como al nivel de visión del conductor.

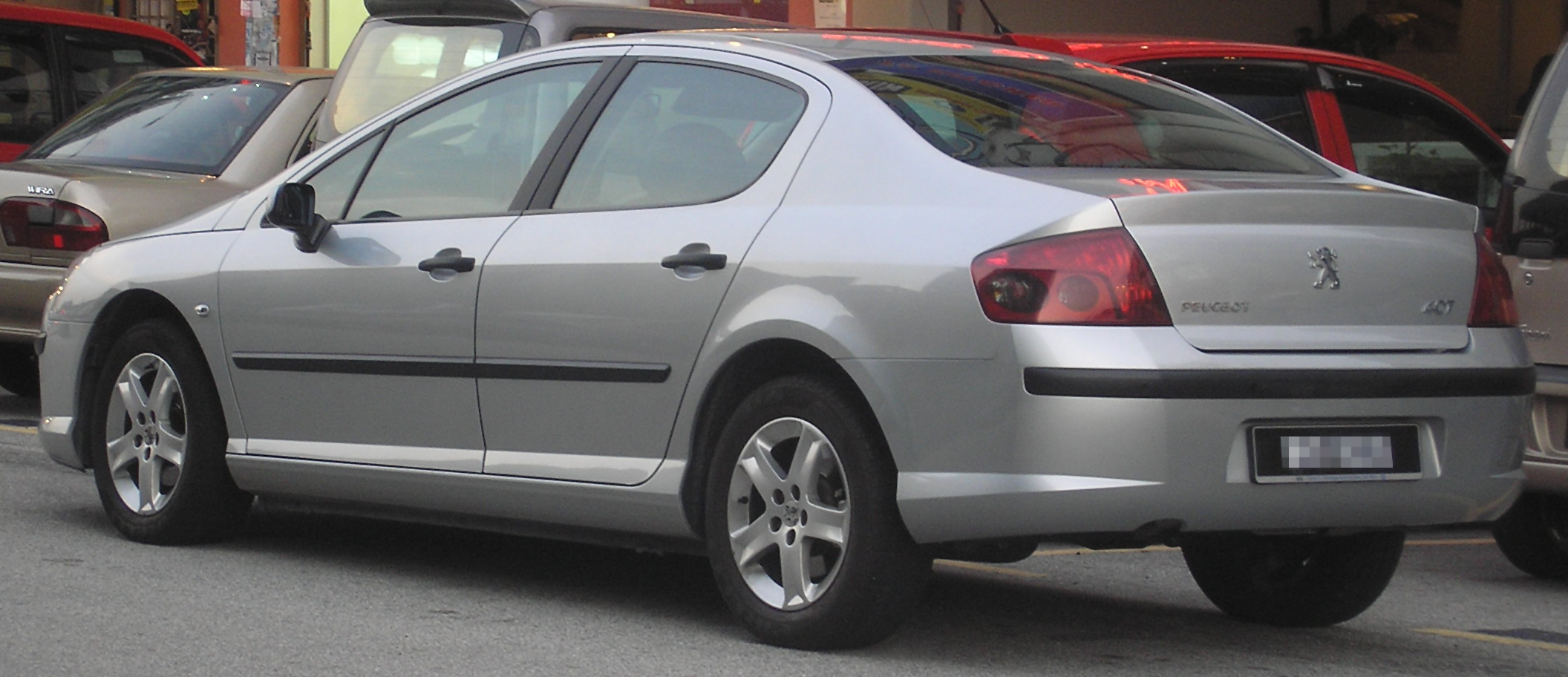
Peugeot 407 fase I sedán
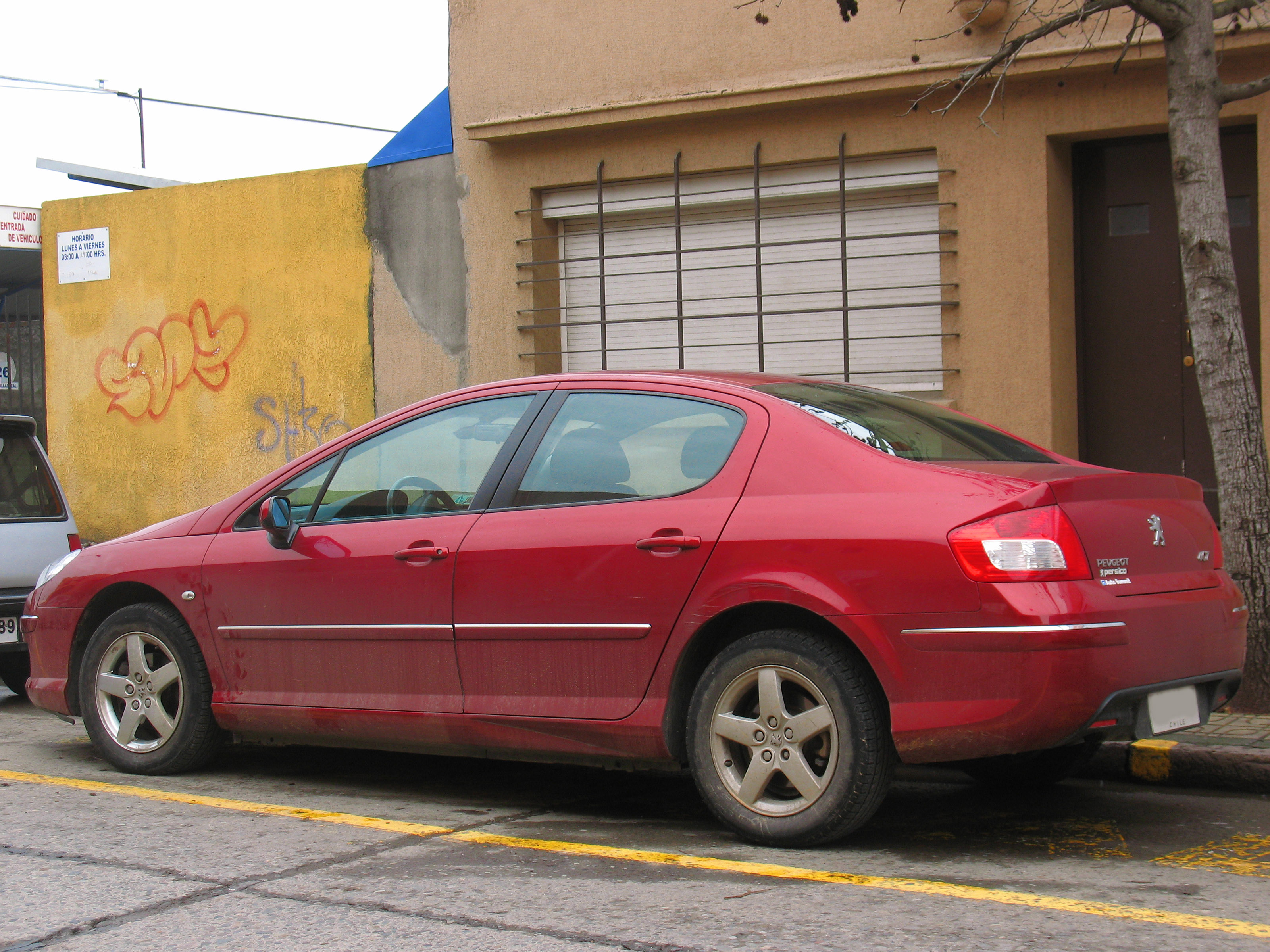
Peugeot 407 fase II sedán
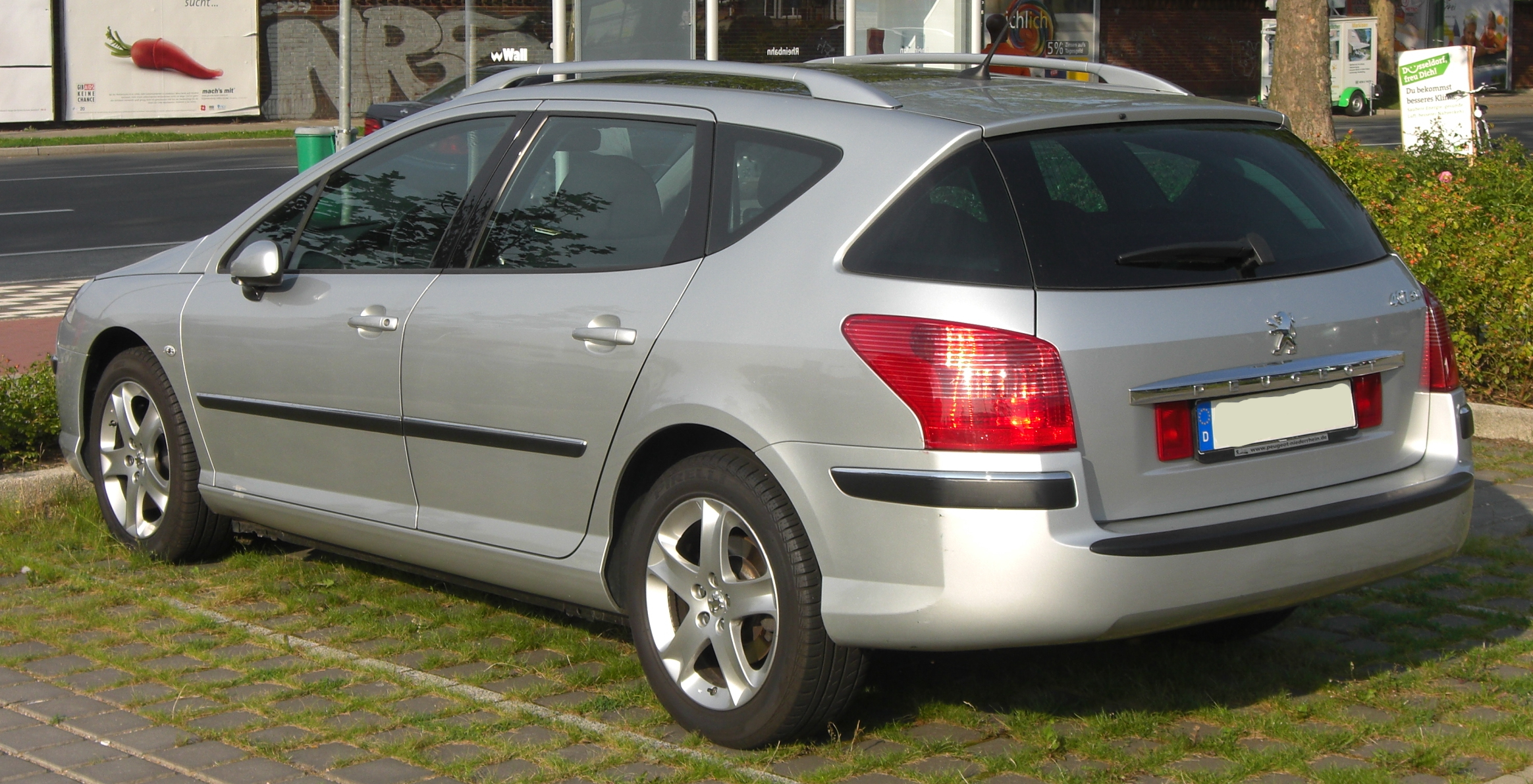
Peugeot 407 Familiar

## Motorizaciones
En su capó incorpora un motor de 16 válvulas que va desde los 117 CV (desde 2005, 123 CV) hasta los 216 CV. Tiene unas medidas de 4676 mm de longitud, 1811 mm de ancho y 1445 mm de alto, con una distancia entre ejes de 2,725 m y que está diseñado sobre la plataforma de berlinas grandes de Peugeot pero adaptado a una dinámica más deportiva de conducción. La gama de gasolina se compone de motores de 16 válvulas y empieza con el 1.8 (1749 cc) de 117 CV o 123 CV, siguiendo por el 2 L de 136 CV o 143 CV (1997 cc), a continuación por el 2.2 L con 163 CV (2230 cc) y acabando por el V6 de 3 L con una potencia de 216 CV (2946 cc). En cuanto al diésel se empieza por el HDI 1.6 de 110 CV (1560 cc) sigue con el 2 L HDI de 136 CV (1997 cc), el 2.2 de 170 CV (2179 cc) y se termina con el 2.7 V6 de 204 CV (2721 cc). Todos los motores cumplen las normas medioambientales Euro 4 con presencia de un filtro de partículas en la versión diésel.

### Motorizaciones
| Periodo                        | 2004-2005             | 2005-2010             | 2004-2005                                         | 2005-2010                                         | 2004-2005                                         | 2005-2008                                         | 2004-2007                 |           |           |           |           |           |           |           |           |
| Identificación del motor       | EW7 J4 (6FZ)          | EW7 J4 (6FY)          | EW10 J4 (RFN)                                     | EW10 A (RFJ)                                      | EW12 J4 (3FZ)                                     | EW12 J4 (3FY)                                     | ES9 A (XFV)               |           |           |           |           |           |           |           |           |
| Tipo de motor                  | L4 16v                | L4 16v                | L4 16v                                            | L4 16v                                            | L4 16v                                            | L4 16v                                            | V6 24v                    |           |           |           |           |           |           |           |           |
| Diámetro x carrera             | 82.7 mm × 81.4 mm     | 82.7 mm × 81.4 mm     | 85.0 mm × 88.0 mm                                 | 85.0 mm × 88.0 mm                                 | 86.0 mm × 96.0 mm                                 | 86.0 mm × 96.0 mm                                 | 87.0 mm × 82.6 mm         |           |           |           |           |           |           |           |           |
| Cilindrada                     | 1749 cm³              | 1749 cm³              | 1997 cm³                                          | 1997 cm³                                          | 2230 cm³                                          | 2230 cm³                                          | 2946 cm³                  |           |           |           |           |           |           |           |           |
| Relación de compresión         | 10.8: 1               | 10.8: 1               | 10.8: 1                                           | 11.0: 1                                           | 10.8: 1                                           | 10.8: 1                                           | 10.9: 1                   |           |           |           |           |           |           |           |           |
| Potencia máxima: CV (kW) @ rpm | 115 CV (85 kW) @ 5500 | 125 CV (92 kW) @ 6000 | 136 CV (100 kW) @ 6000                            | 140 CV (103 kW) @ 6000                            | 158 CV (116 kW) @ 5650                            | 163 CV (120 kW) @ 5875                            | 211 CV (155 kW) @ 6000    |           |           |           |           |           |           |           |           |
| Par máximo: Nm @ rpm           | 160 Nm @ 4000         | 170 Nm @ 3750         | 190 Nm @ 4100                                     | 200 Nm @ 4000                                     | 217 Nm @ 3900                                     | 220 Nm @ 4150                                     | 290 Nm @ 3750             |           |           |           |           |           |           |           |           |
| Tracción                       | Delantera             | Delantera             | Delantera                                         | Delantera                                         | Delantera                                         | Delantera                                         | Delantera                 | Delantera | Delantera | Delantera | Delantera | Delantera | Delantera | Delantera | Delantera |
| Transmisión                    | Manual, 5 velocidades | Manual, 5 velocidades | Manual, 5 velocidades / Automática, 4 velocidades | Manual, 5 velocidades / Automática, 4 velocidades | Manual, 5 velocidades / Automática, 4 velocidades | Manual, 5 velocidades / Automática, 4 velocidades | Automática, 6 velocidades |           |           |           |           |           |           |           |           |
| Peso                           | 1400 kg               | 1475 kg               | 1415 kg                                           | 1490 kg                                           | 1480 kg                                           | 1555 kg                                           | 1660 kg                   |           |           |           |           |           |           |           |           |
| Aceleración 0–100 km/h         | 11.3 s                | 10.3 s                | 9.1 s                                             | 9.1 s                                             | 9.0 s                                             | 9.0 s                                             | 8.4 s                     |           |           |           |           |           |           |           |           |
| Velocidad máxima               | 200 km/h              | 203 km/h              | 212 km/h                                          | 213 km/h                                          | 222 km/h                                          | 222 km/h                                          | 235 km/h                  |           |           |           |           |           |           |           |           |
| Consumo combinado (L/100 km)   | 7.9                   | 10.5                  | 11.0                                              | 11.0                                              | 9.0                                               | 9.0                                               | 9.8                       |           |           |           |           |           |           |           |           |

| Periodo                        | 2004-2011                                                  | 2004-2008                                                  | 2008-2011                                                  | 2010-2011                                                  | 2006-2010                                                    | 2006-2009                                                    |           |
| Identificación del motor       | DV6 TED4 (9HZ/9HY)                                         | DW10 TED4 (RHR)                                            | DW10 B (RHF)                                               | DW10 C (RHH)                                               | DW12 BTED4 (4HT)                                             | DT17 TED4                                                    |           |
| Tipo de motor                  | L4 16v, inyección directa, common-rail, turbo, intercooler | L4 16v, inyección directa, common-rail, turbo, intercooler | L4 16v, inyección directa, common-rail, turbo, intercooler | L4 16v, inyección directa, common-rail, turbo, intercooler | L4 16v, inyección directa, common-rail, biturbo, intercooler | V6 24v, inyección directa, common-rail, biturbo, intercooler |           |
| Diámetro x carrera             | 75.0 mm × 88.3 mm                                          | 85.0 mm × 88.0 mm                                          | 85.0 mm × 88.0 mm                                          | 85.0 mm × 88.0 mm                                          | 85.0 mm × 96.0 mm                                            | 81.0 mm × 88.0 mm                                            |           |
| Cilindrada                     | 1560 cm³                                                   | 1997 cm³                                                   | 1997 cm³                                                   | 1997 cm³                                                   | 2179 cm³                                                     | 2720 cm³                                                     |           |
| Relación de compresión         | 17.6: 1                                                    | 17.6: 1                                                    | 17.6: 1                                                    | 16.0: 1                                                    | 16.6: 1                                                      | 17.3: 1                                                      |           |
| Potencia máxima: CV (kW) @ rpm | 109 CV (80 kW) @ 4000                                      | 136 CV (100 kW) @ 4000                                     | 140 CV (103 kW) @ 4000                                     | 163 CV (120 kW) @ 3750                                     | 170 CV (125 kW) @ 4000                                       | 204 CV (150 kW) @ 4000                                       |           |
| Par máximo: Nm @ rpm           | 240 Nm @ 1750                                              | 320 Nm @ 2000                                              | 340 Nm @ 2000                                              | 340Nm @ 2000-3000                                          | 370 Nm @ 1500                                                | 435 Nm @ 1900                                                |           |
| Tracción                       | Delantera                                                  | Delantera                                                  | Delantera                                                  | Delantera                                                  | Delantera                                                    | Delantera                                                    | Delantera |
| Transmisión                    | Manual, 5 velocidades                                      | Manual, 6 velocidades                                      | Manual, 6 velocidades                                      | Automática, 6 velocidades                                  | Manual, 6 velocidades                                        | Automática, 6 velocidades                                    |           |
| Peso                           | 1437 kg                                                    | 1505 kg                                                    | 1505 kg                                                    | 1486 kg                                                    | 1549 kg                                                      | 1650 kg                                                      |           |
| Aceleración 0–100 km/h         | 13.1 s                                                     | 11.0 s                                                     | 11.0 s                                                     | 12.0 s                                                     | 9.5 s                                                        | 8.5 s                                                        |           |
| Velocidad máxima               | 192 km/h                                                   | 208 km/h                                                   | 208 km/h                                                   | 205 km/h                                                   | 225 km/h                                                     | 230 km/h                                                     |           |
| Consumo combinado (L/100 km)   | 5.5                                                        | 5.9                                                        | 5.9                                                        | 6.8                                                        | 6.1                                                          | 8.4                                                          |           |

## Equipamiento

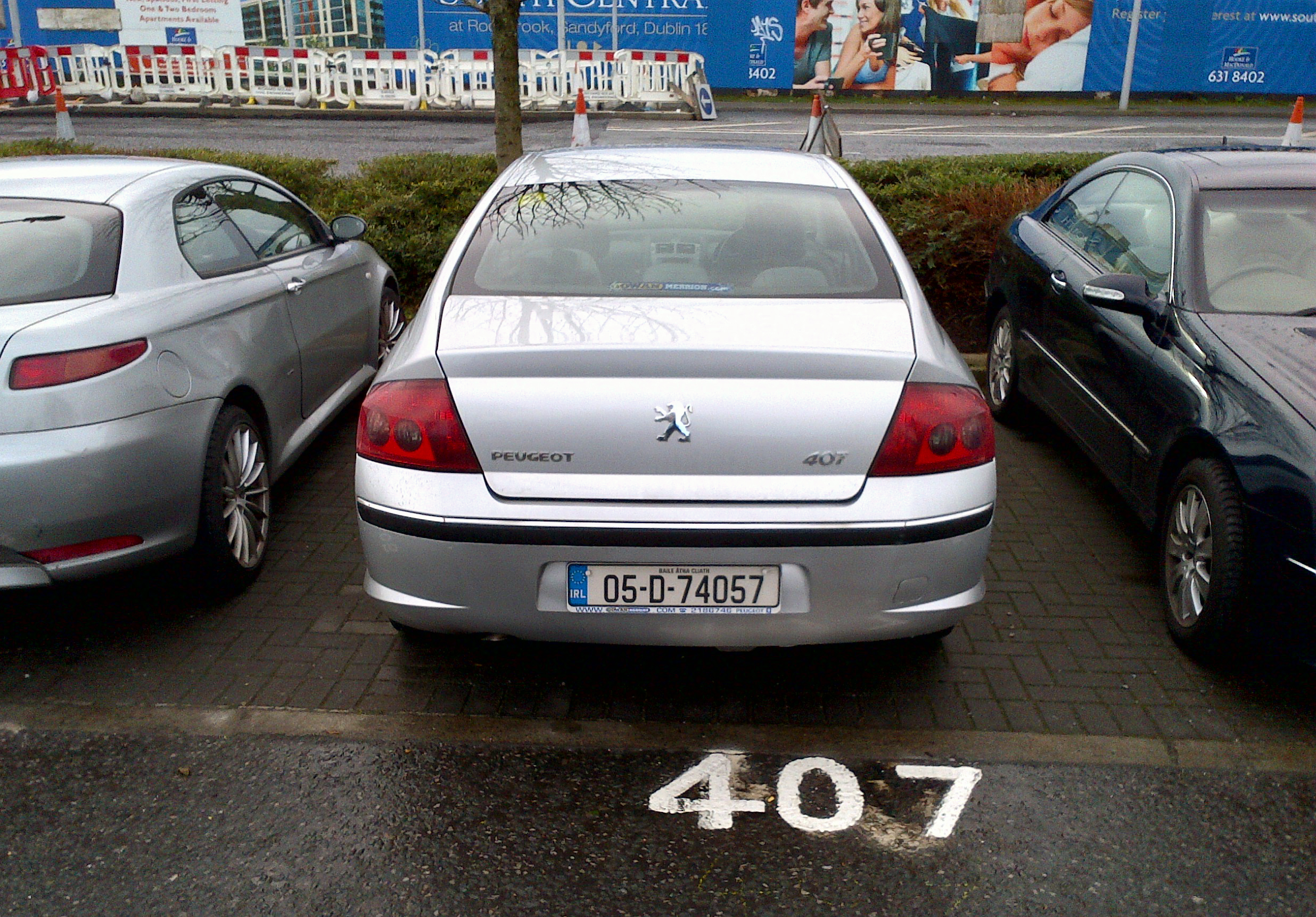
Un Peugeot 407 parqueado en el espacio

El 407 incorporaba todas las mejoras tecnológicas en el campo de la seguridad: 9 airbag de serie en todos los modelos, antibloqueo de frenos, control de tracción y de estabilidad,parte delantera reforzada con vigas de aluminio. El 407 SW tenía 7 acabados en la carrocería berlina y SW, dependiendo mayormente, de la motorización: SR Confort, ST Confort, ST Confort Pack, ST Sport,y ST Sport Pack (solo en diésel). En la carrocería Peugeot 407 Coupé ofrecía dos acabados: Coupé 407 y Coupé 407 Pack. En cuanto al confort incorpora en todas los acabados un climatizador automático, que puede ser monozona (acabado SR) o bizona (demás acabados), también radio CD de serie en toda la gama con 6 altavoces, mando en el volante, bi-tuner y bi-antena con RDS; antinieblas delanteros y traseros, guantera climatizada, elevalunas eléctrico antipinzamiento delanteros, cinturones delanteros pirotécnicos, guantera refrigerada, espejos eléctricos y térmicos, aireadores traseros, bloqueo automático de puertas, regulador/limitador de velocidad, cristales tintados, encendido automático de luces de emergencia, faros regulables en altura, faros de doble óptica y red de maletero. Salvo en el acabado SR el 407 incorpora de serie: llantas, faros automáticos, sensor de lluvia, elevalunas traseros, radio CD con lector MP3 (en SR sin lector MP3), pantalla a color el tablero (En SR Monocromo), ordenador de viaje (en SR en la pantalla en el tablero y en los demás en el cuadro de mandos) y ayuda al estacionamiento.

## Peugeot 407 Coupé
El Peugeot 407 escupé es la variante en carrocería escupé dos puertas del Peugeot 407, basado en el prototipo Peugeot 407 Prologue, y es el sustituto del anterior y exitoso Peugeot 406 escupé.
El 407 Coupé se empezó a comercializar a mediados de 2006 con tres motores, una variante diésel, el 2.7 HDI V6 de 205 CV y dos motores de gasolina, un 2.2 de 163 CV y otro 3.0 V6 de 211 CV.
En 2007 se unió la versión diésel 2.0 HDI de 136 CV, procedente de la carrocería berlina del mismo modelo.
A diferencia de su predecesor 406 Coupé, el 407 Coupé ha sido diseñado íntegramente por Peugeot y no por Pininfarina, siendo más largo, alto, ancho y pesado que su antecesor, mide 4.810 mm de largo, 1.870 mm de ancho y 1.400 de alto. 
Desde finales de 2009 Peugeot ha dejado de fabricar las variantes gasolina en el 407 Coupé, solo comercializando una cuatro cilindros 2.0 HDI de 163 CV y un 3.0 HDI V6 de 240 CV hasta marzo de 2010.

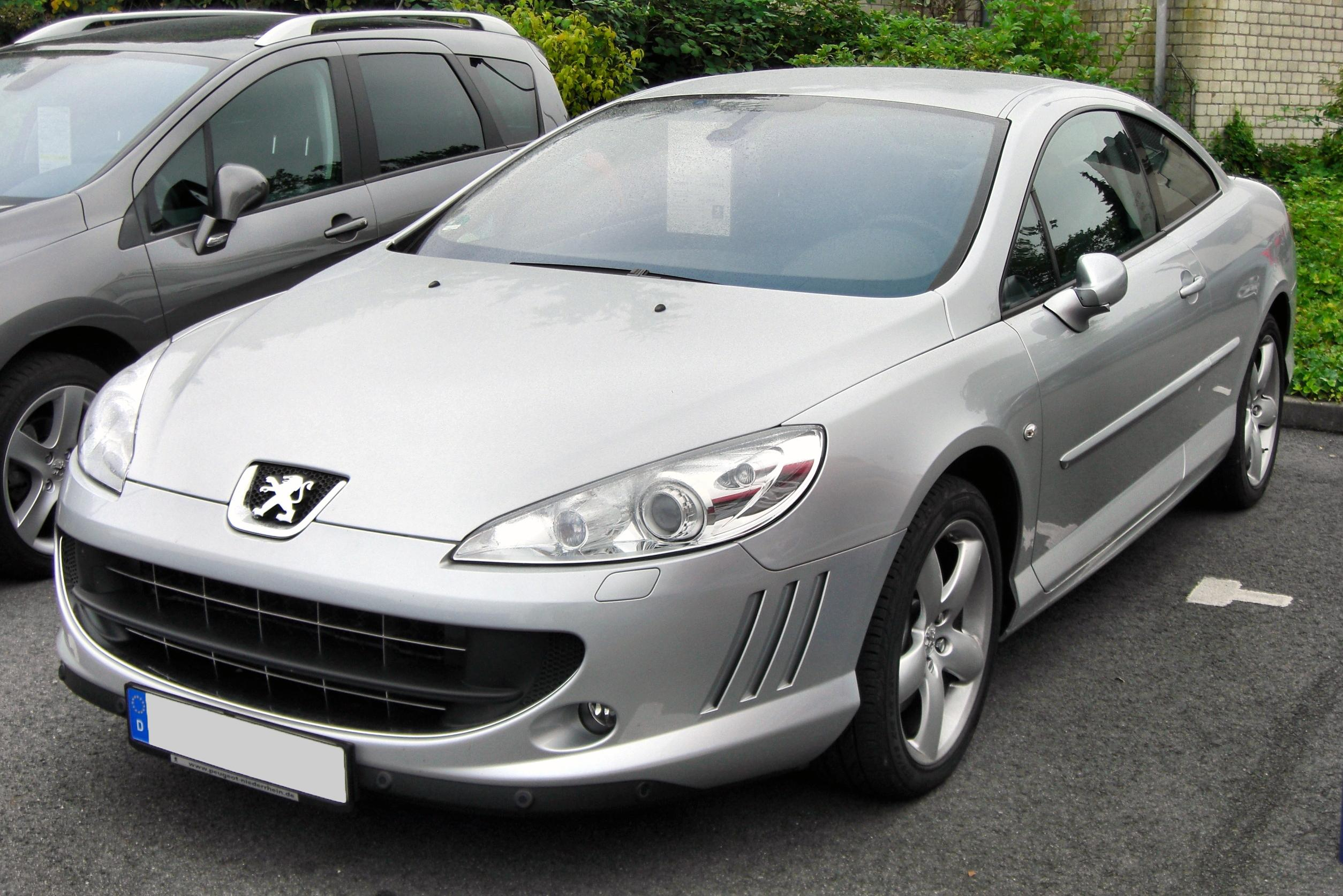
Peugeot 407 Coupé
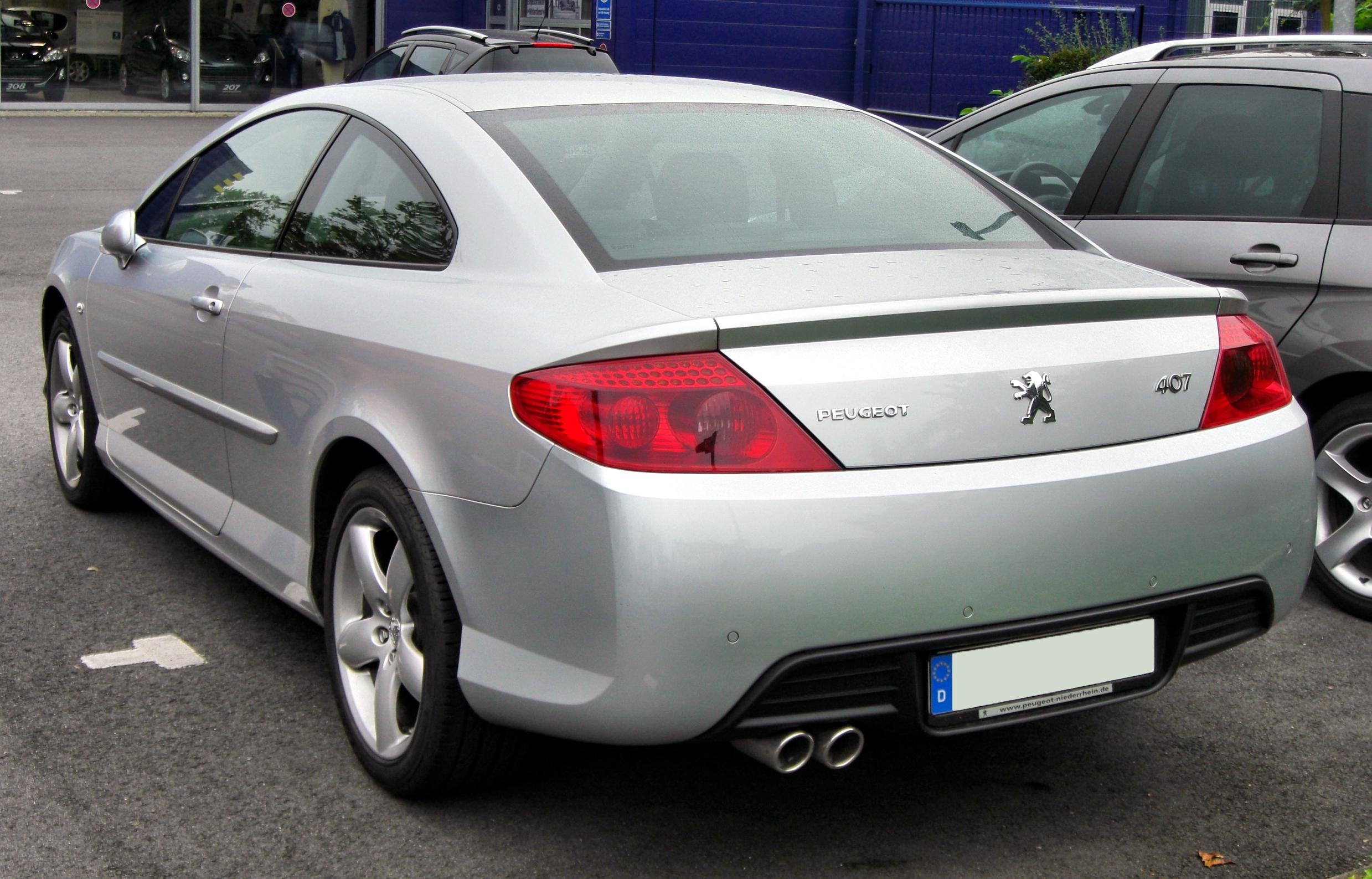
Peugeot 407 Coupé

## Prototipos
- Peugeot 407 elixir :

- Peugeot 407 silhouette Concept:  de este nacería el modelo de competición.

- Peugeot 407 Macarena Concept: